# 上元 (唐高宗)
上元（じょうげん）は、中国唐代、高宗の治世に使用された元号。
674年8月 - 676年11月。

## 出来事
- 元年：高宗・武則天が称号をそれぞれ皇帝から天皇、皇后から天后とした。
- 2年：皇太子李弘薨去、李賢を新たに立太子（章懐太子）。劉希夷が進士に及第。

## 西暦・干支との対照表
| 上元 | 元年  | 2年   | 3年   |
| 西暦 | 674年 | 675年 | 676年 |
| 干支 | 甲戌  | 乙亥  | 丙子  |